# Larvik
 Larvik (ajutor·info) este un oraș și comună din unitatea administrativă Vestfold, Norvegia. Centrul administrativ al comunei este orașul Larvik. Comuna Larvik are în jur de 41.364 de locuitori și se întinde pe o suprafață de 530 km².
Orașul Larvik a primit statutul de comună pe 1 ianuarie 1838. Orașul Stavern și municipalitățile rurale Brunlanes, Hedrum și Tjølling au fost înglobate în comuna Larvik pe 1 ianuarie 1988.
Din Larvik există o legătură  zilnică de feribot cu localitatea Hirtshals din Danemarca.

## Informații generale

### Nume
Forma numelui în limba nordică veche trebuie să fi fost Lagarvík. Primul element este genitivul lui lǫgr, masculinul pentru 'apă; râu' (astăzi denumit Râul Numedalslågen), iar ultimul element este vík, femininul pentru 'mic golf'. Înțelesul ar fi „micul golf de la gura râului (Numedals)lågen”. Înainte de 1889, numele se scria „Laurvik” sau „Laurvig”.

### Stema
Stema localității este din perioada modernă și a fost acordată în 1989. Stema înfățișează un catarg cu trei vele argintii pe un scut albastru, și reprezintă tradiția maritimă a comunei.

## Istorie
Orașul Larvik (pronunțat Laurvig în norvegiana contemporană) a fost fondat în 1671 de către Ulrik Fredrik Gyldenløve, care a devenit primul conte de Laurvig. Castelul său încă mai poate fi vizitat și astăzi.
Larvik găzduiește domeniul Treschow, deținut actualmente de Mille-Marie Treschow, „cea mai bogată femeie din Norvegia”. Domeniul Treschow a fost creat în anii 1820, când ultimul conte de Laurvig a fost declarat falit.

## Societatea Muzeistică Larvik

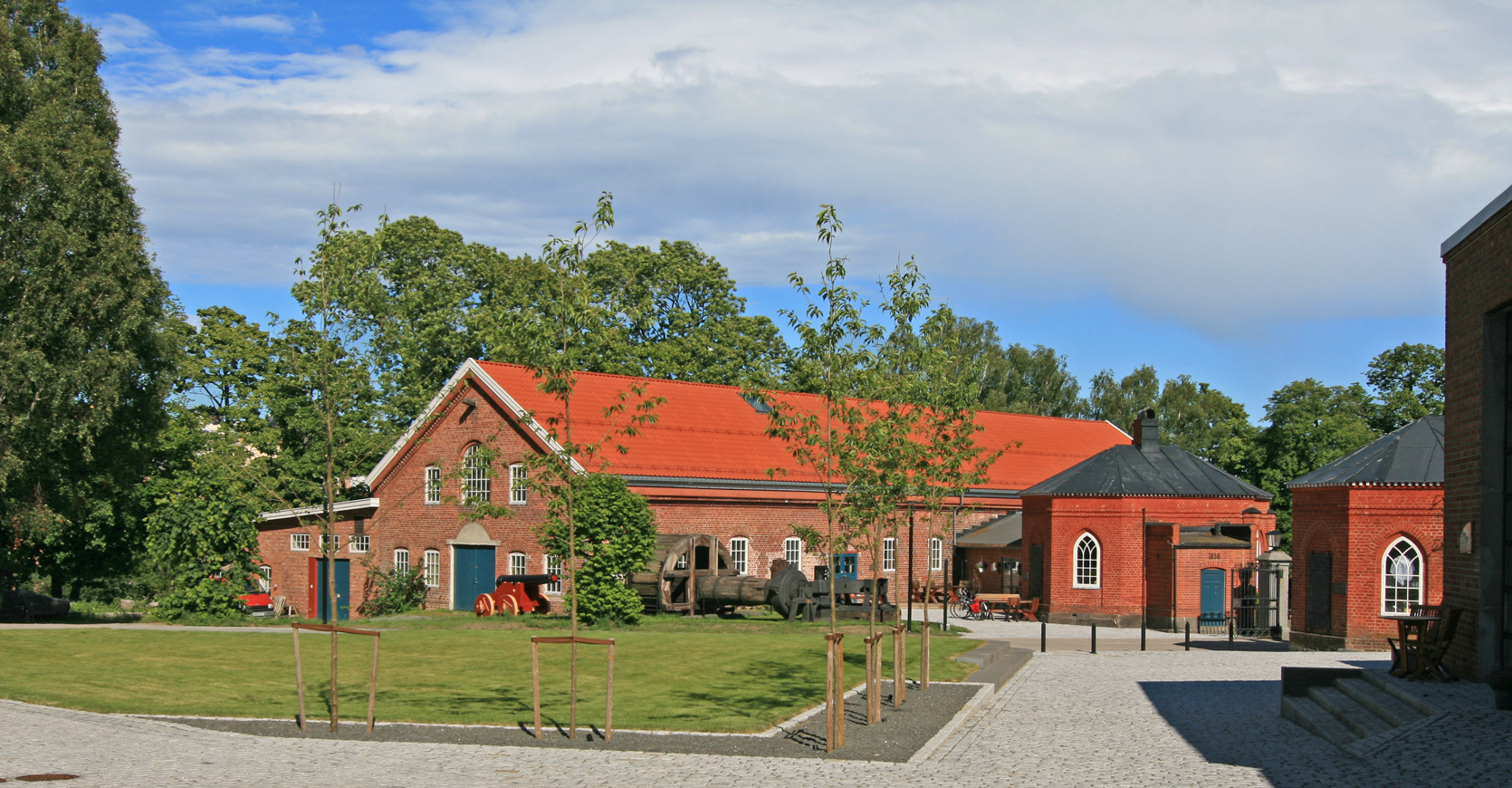
Verkensgården - Muzeul Larvik

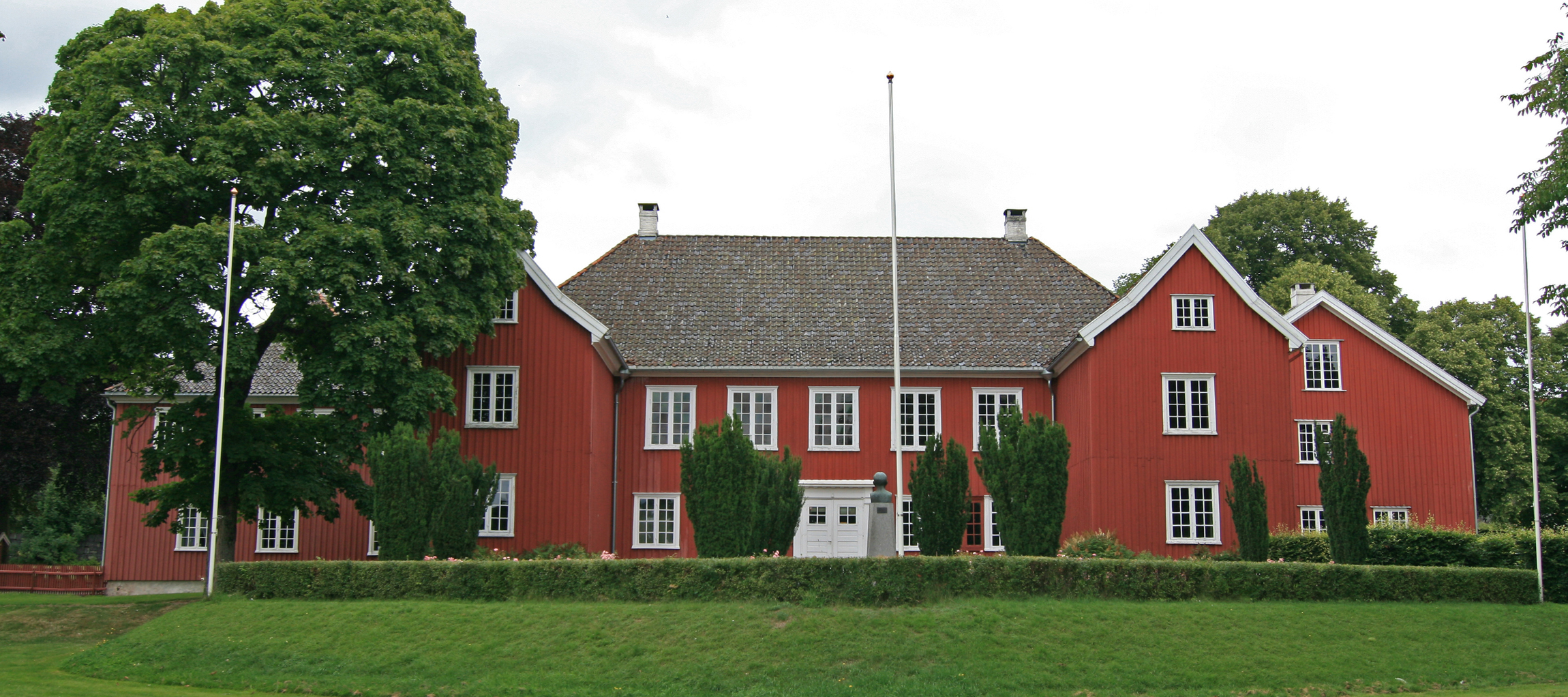
Conacul Herregården - Muzeul Larvik

Societatea Muzeistică Larvik a fost fondată în 1916, cu scopul de a păstra și restaura colecția de clădiri istorice ale orașului.
Muzeul Treschow-Fritzøe (Verkensgården) găzduiește expoziții ale fostei colecții de obiecte de fierărie Treschow-Fritzøe. Verkensgarorden expune unelte, echipamente, desene și modele înfățișând perioada prelucrării fierului în Larvik, care s-a întins între 1670 și 1870. Expoziția prezintă variate aspecte: de la procesele geologice de creare și până la producția și prelucrarea larvikitei, principalul produs de export al regiunii. Furnalul a fost închis în 1868.
Conacul (Herregården) a fost construit de Ulrik Fredrik Gyldenløve pentru a treia lui nuntă, în 1677. Este o clădire spațioasă construită din lemn, cu interioare bine conservate, ornamentate în special în stilurile Baroc și Regency. Conacul este decorat cu antichități din secolele al XVII-lea și al XVIII-lea.
Muzeul Maritim Larvik (Larvik Sjøfartsmuseum) este găzduit în cea mai veche clădire de cărămidă din oraș, datând din 1730. Muzeul Maritim Larvik este situat în fosta clădire a vămii și este sediul inspecției locale în construcții. Acest muzeu expune machete de nave, picturi de ambarcațiuni și alte artefacte nautice, cu scopul de a readuce la viață istoria maritimă a portului. O secție a muzeului este dedicată expedițiilor lui Thor Heyerdahl, născut în Larvik.

## Geografie

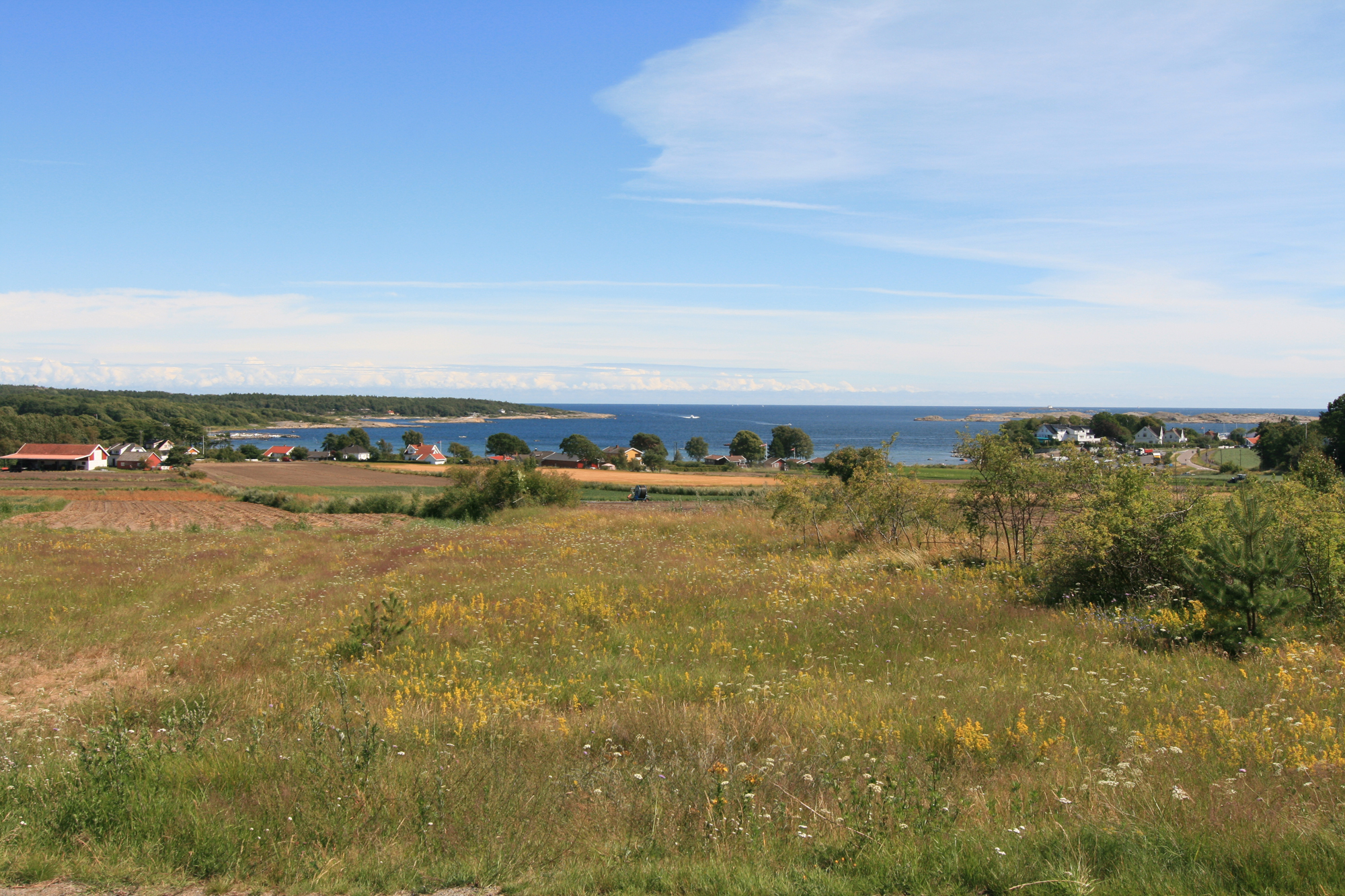
Brunlanes, Larvik

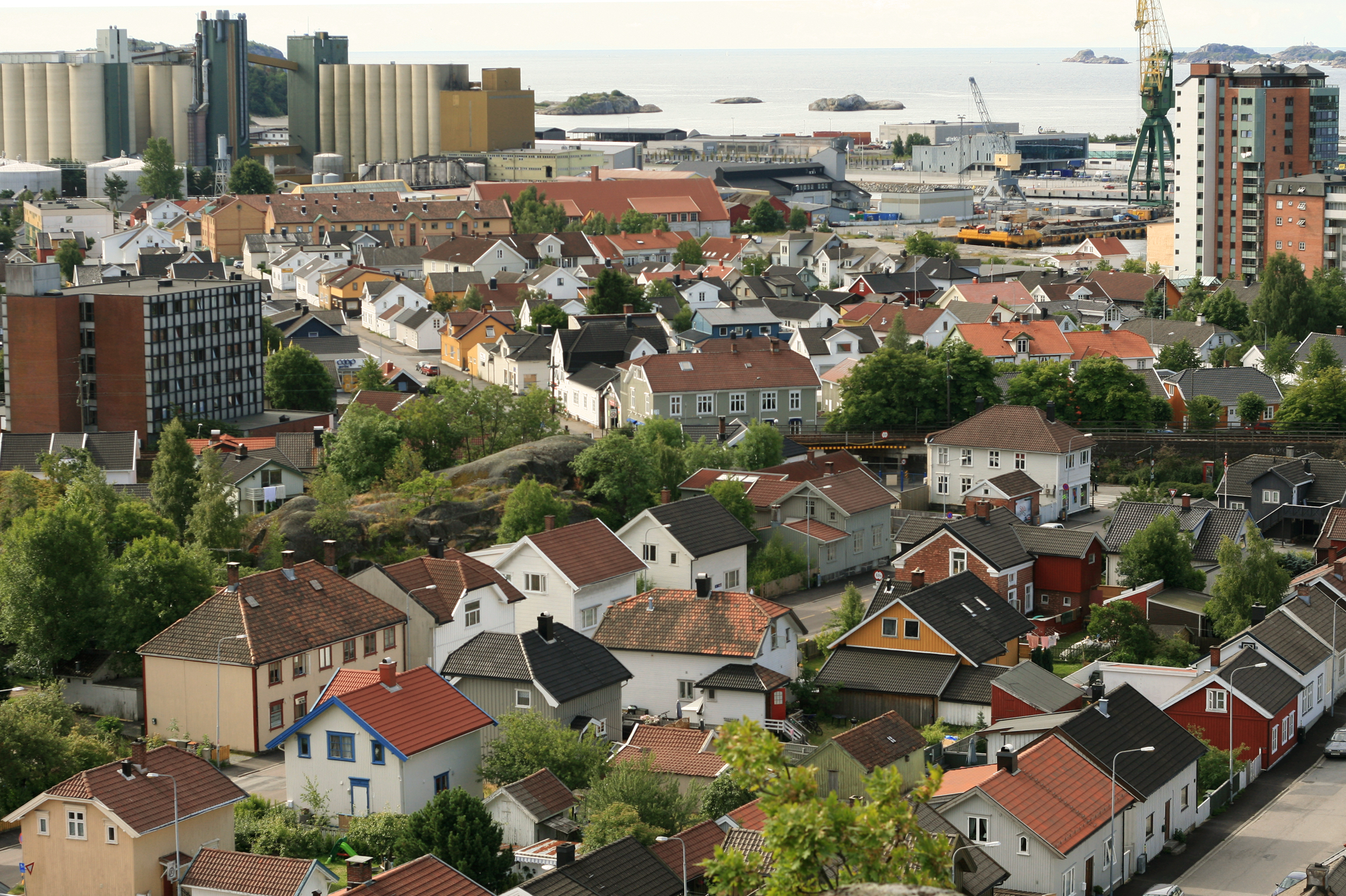
Torstrand, Larvik

Comuna este situată la aproximativ 105 kilometri sud-vest de Oslo, se întinde pe o suprafață de 530 km2 și are o populație de 42.947 de locuitori (din care 23.100 cu domiciliul în orașul Larvik). Economia comunei se bazează în special pe agricultură, comerț și servicii, industrie ușoară și transport.
Districtul include de asemenea orașul Stavern (cu o populație de 5.000 de locuitori) și satele Nevlunghavn, Helgeroa, Kvelde, Hvarnes și Tjølling. Principalele repere geografice sunt lacul Farris și râul Numedalslågen, numit de localnici Lågen, care se sfârșește în Larvik, la est de oraș. Alte rezervoare de apă sunt lacurile Eikeren, Farris, Goksjø și Hallevatnet.
Larvik este cunoscut și pentru izvoarele sale naturale de ape minerale Farriskildene, care sunt exploatate comercial sub numele de Farris. La Kaupang in Tjølling pot fi vizitate rămășițele vechiului avanpost comercial Skiringssal. De asemenea, Larvik este locul cu cele mai nordice păduri de fag din lume (în latină Fagus sylvatica, în norvegiană Bøkeskogen).

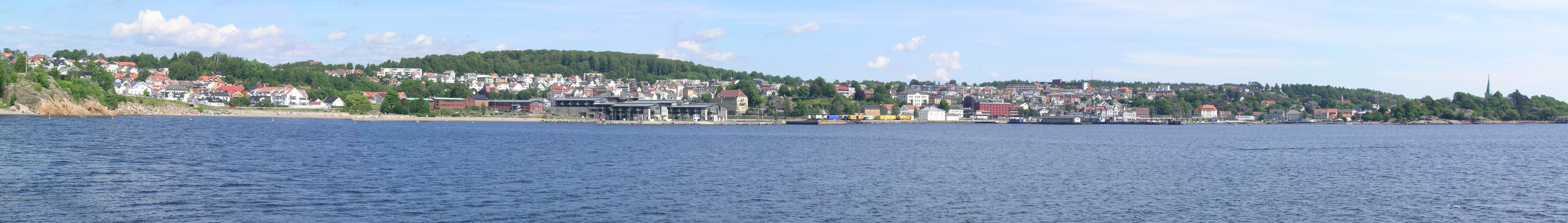
Panorama Larvikului

## Sport
Larvik este gazda cunoscutului club profesionist de handbal feminin Larvik HK, câștigător al Ligii Campionilor EHF în 2011, al Cupei Cupelor EHF în 2005 și 2008, și a numeroase titluri în campionatul norvegian Postenligaen. Partidele echipei se desfășoară pe Arena Larvik, o sală cu capacitatea de 4.000 de locuri.

## Locuitori notabili
| - Ingvar Ambjørnsen (1956), scriitor - Jarle Andhøy (1977), navigator și aventurier - Colin Archer (1832–1921), navalist - Thomas Archer, crescător de animale australian - Anette Bøe (1957), schi fondistă - Niels Christian Ditleff (1888–1956), diplomat, arhitect al operațiunii „Autobuzele Albe” - Lasse Gjertsen (1984), desenator - Gunnar Halle (1965), fotbalist profesionist - Erik Hesselberg (1914-1972), membru al echipajului Kon-Tiki, artist, scriitor - Thor Heyerdahl (1914–2002), etnograf și aventurier, membru al echipajului Kon-Tiki și al altor ambarcațiuni primitive - Espen Hoff, (1981), fotbalist - Anne Holt (1958), scriitoare și fost politician (Ministrul Justiției și Poliției) | - Jørn Lier Horst (1970), scriitor de romane polițiste - Thorstein Baarnes (1984) vânător, explorator - Bjørg Eva Jensen (1960), patinatoare viteză - Morten Mangelrød Olsen (1884–1975), navalist și căpitan de navă - Bertrand Narvesen (1860–1939), antreprenor - Arne Nordheim (1931–2010), compozitor - Carl Nesjar (1920), artist - Dag Erik Pedersen (1959), vedetă TV și fost ciclist profesionist - Roger Strøm (1966), patinator viteză | - Tom Sundby (1960), fotbalist profesionist - Johan Sverdrup (1816–1892), politician, fost prim-ministru al Norvegiei - Erling Tambs (1888–1967), scriitor și navigator - Gunnar Thoresen (1920), fotbalist - Hallvar Thoresen (1957), fotbalist profesionist - Mille-Marie Treschow (1954) - Håkon Speirs (1982), activist Crucea Roșie și Airsoft. - Herman Wildenvey, (1885–1959), poet. Născut în Nedre Eiker, dar domiciliat în Stavern, Larvik - Oscar Wisting (1871–1936), explorator polar |

### Cetățeni de onoare
Ingvar Ambjørnsen, Antonio Bibalo, Thor Heyerdahl, Carl Nesjar și Arne Nordheim sunt cetățeni de onoare ai Larvikului.

## Orașe înfrățite
Următoarele orașe sunt înfrățite cu Larvik:
- Borlänge, Suedia
- Frederikshavn, Danemarca
- Jyväskylä, Finlanda
- Malbork, Polonia